# Álvar Fáñez
Álvar Fáñez, (en español moderno transcrito como Álvaro Háñez), llamado históricamente Minaya (del posesivo romance «mi» más el euskera anai, 'mi hermano') (reino de León, hacia 1047-Segovia, 29 de marzo de 1114), fue uno de los principales capitanes del rey Alfonso VI de León tanto en la conquista de las taifas del norte de la península ibérica, como en la repoblación de los territorios así ganados a los musulmanes y en la defensa frente a la expansión del Imperio almorávide. Cumplió un destacado papel protegiendo la frontera de Castilla entre Cuenca y Toledo, región que a mitad del siglo XII era conocida como «tierra de Álvar Fáñez».
Es mencionado por su fama como guerrero ya hacia 1147 en el Poema de Almería, donde se señala que era «conocido por todos» (cognitus omnibus), que el Cid lo ensalzó y que solo fue superado en méritos bélicos por Rodrigo Díaz el Campeador. Además, su figura fue popularizada por las muchas menciones que de él hace el Cantar de mio Cid como amigo, principal lugarteniente y primo o sobrino del Cid Campeador, que sí refleja un parentesco histórico.

## Biografía
Poco antes de su muerte, en 1065, el rey Fernando I de León y conde de Castilla, dividió su reino entre sus cinco hijos. Su primogénito Sancho recibió el Reino de Castilla, Alfonso el de León, García el de Galicia, Elvira (Señora de Toro) ingresó en un monasterio y a Urraca le concedió el señorío de Zamora. El rey Sancho II de Castilla organizó un ejército para forzar a sus hermanos a la reunificación del reino, ejército en el que destacó un joven Rodrigo Díaz de Vivar, popularmente conocido como El Cid Campeador.
Su patronímico «Fáñez» o «Háñez» permite deducir que su padre pudo ser un Fan Fáñez o Han Háñez, un infanzón del valle de Orbaneja que suscribe varios documentos de Alfonso VI entre 1072 y 1080. No hay documentación primaria que establezca fehacientemente el lugar de nacimiento de Álvar Fáñez —aunque según Gambra Gutiérrez, era oriundo de la comarca del Pisuerga— y los nombres de sus padres y hermanos (si es que los tuvo).
Según Sandoval, Álvar Fáñez combatió inicialmente junto al Cid contra el rey García de Galicia primero y luego contra el rey Alfonso VI de León. Luego de la primera batalla contra este último en la ribera del río Esla, Álvar se hizo fuerte con sus tropas en una pequeña población cercana a la ciudad de León, logrando impedir el paso de las fuerzas enemigas por el puente de Villarente. En recompensa a su valentía, en 1072, el rey Sancho le hizo merced del sitio y sus adyacencias para él y sus descendientes. El lugar se denominó primero Villa Fañe (con el que ya figura en la carta puebla otorgada a la cercana localidad de Mansilla de las Mulas en la década de 1180). El nombre de Villa Fañe se abrevió luego a Villafañe que designa tanto a la localidad como al linaje y actual apellido toponímico.[cita requerida]
Cuando el rey Sancho fue muerto durante el sitio de Zamora, el 7 de octubre de 1072 (según la tradición por Bellido Dolfos), sin dejar herederos, su hermano Alfonso que estaba exiliado en Toledo tomó el trono de Castilla. A partir de ese momento hay abundante documentación que vincula a Álvar Fáñez con el nuevo rey de León Alfonso VI, de quien fue tenente y capitán, y a cuyo servicio combatió a los moros taifas y almorávides, entre quienes, según la crónica Kitab al-Iktifá era muy temido.
La tradición oral mantiene que, antes de la reconquista de Guadalajara, recorrió junto al Cid el valle del Henares (frontera de la marca media de al-Ándalus) realizando diversas incursiones militares y conquistando Castejón, el castillo de Jadraque y sembrando el pánico entre los sarracenos en Hita, Guadalajara y Alcalá. Sin embargo, la campaña del Henares del Cid no está documentada en otras fuentes que no sean el Cantar, por lo que es «con casi total seguridad, ficticia»; si bien el pasaje del poema épico pudiera ser una traslación de la algara de castigo que Rodrigo Díaz llevó a cabo hacia 1080 y le valió su primer destierro, no consta que fuera acompañado en la ocasión por Álvar Fáñez. La documentación relativa a este magnate no registra su presencia con regularidad en la corte de Alfonso VI hasta 1093, si se exceptúa una dudosa suscripción en el Fuero de Sepúlveda (1078).
Entre las numerosas actuaciones que se le atribuyen se cuentan las siguientes:
- En fechas no bien determinadas: mandó construir el Castillo de Huelves; participó en la reconquista de las poblaciones de Alcocer (una de cuyas puertas lleva su nombre), Horche, Mondéjar, Romanones, Tendilla, Santaver (en el curso alto del Guadiela), Toledo, Valdeavero (hasta entonces dependiente de Alcolea del Torote, pasó luego a ser señorío prelaticio y después real). En Tendilla, provincia de Guadalajara, existe un cerro que llaman de «Barafañez», en su honor. En Huete, provincia de Cuenca, también reconquistado por las huestes de Alfonso VI, hay un cerro llamado Álvar Fáñez.
- En 1077 reconquistó Medina del Campo.[7]
- Entre 1085 y 1086 fue gobernador de Valencia.
- La noche del 23 de junio de 1085, en camino hacia Guadalajara, reconquistó la villa de Horche de los moros. Hay allí un monumento a Álvar Fáñez que conmemora el acontecimiento.
- Al día siguiente, día de San Juan, en una arriesgada acción de sus tropas, reconquistó la ciudad amurallada de Guadalajara. Todavía se conserva allí el Torreón de Alvarfáñez por donde se dice entró a la ciudad.[8] Afirman algunos historiadores que sus pobladores le expresaron su reconocimiento incorporando su figura en el escudo de la ciudad.
- En 1086 fue derrotado en Peñafiel por los almorávides dirigidos por Yusuf ibn Tasufin.
- El 23 de octubre de 1086 encabeza la carga de las tropas leonesas de Alfonso VI que en la batalla de Zalaca, en las cercanías de Badajoz, fueron derrotadas por los almorávides de Yusuf ibn Tasufin.[3]
- En 1088 manda las fuerzas que saquean la zona y toman la fortaleza murciana de Aledo.[3]
- A finales de 1088 o comienzos de 1089 encabezó una expedición militar de castigo contra el rey Abd Allah al-Muzaffar de la taifa de Granada debido a la ayuda que el rey andalusí había prestado al Imperio almorávide.[4]
- En 1091 colaboró con las tropas del rey Al-Mu'tamid de Sevilla contra los almorávides, pero fue derrotado en Almodóvar del Río (actual provincia de Córdoba).[4]
- A fines del XI, como parte de la repoblación de la zona, fundó el pueblo de Íscar. El acontecimiento es rememorado por el infante Don Juan Manuel en su obra El Conde Lucanor cuando dice «Don Álvar Háñez era muy buen omne et muy onrado et pobló a Ixcar».
- En 1097 es nombrado gobernador de las fortalezas fronterizas del valle del Tajo y Guadiela: Santaver y Zorita de los Canes. Defendiendo esa región, el mismo año es derrotado por el gobernador almorávide de Murcia, Muhammad ibn Aisa (hijo del emir Yusuf ibn Tasufin) cerca de Cuenca, perdiendo esta ciudad, que reconquistaría, por muy breve periodo, en 1111.[4]
- En la primavera de 1108 dirigió los ejércitos leoneses en la batalla de Uclés, sufriendo una grave derrota ante los ejércitos de Alí ibn Yusuf ibn Tasufin. En esa batalla fue muerto el infante Sancho Alfónsez, hijo del rey Alfonso VI.[3] Álvar Fáñez logró eludir el cerco almorávide, dirigiéndose hacia el norte para proteger los cauces alto y medio del río Tajo.
- Tras la muerte de Alfonso VI en 1109, Urraca I le otorgó el título de señor de Peñafiel y lo designó tenente y jefe militar de la ciudad de Toledo (Toletule dux), defendiéndola ese año del cerco del ejército almorávide, que había vencido en Uclés.[4]
- Reconquistó Cuenca en 1111,[3] aunque solo pudo mantener la plaza por un corto tiempo.[4]
- Alrededor del año 1112 fue alcaide del castillo de Peñafiel.

Álvar Fáñez fue asimismo señor de Sotragero, de Villafañe y de Zorita de los Canes. 
Murió en la rebelión que tuvo lugar en Segovia a mediados de abril de 1114, combatiendo en defensa de la reina Urraca I de León.

## Matrimonio y descendientes
Álvar Fáñez casó con Mayor Pérez, hija del conde de Saldaña y de Carrión y señor de Valladolid, Pedro Ansúrez, y de su esposa la condesa Eylo Alfonso. Después de enviudar, Mayor volvió a casar con Martín Pérez de Tordesillas. De su matrimonio con Mayor nacieron al menos dos hijas, con numerosa descendencia, alguno de los cuales pudo haber tomado posesión de Villa Fañe y dado origen al apellido Villafañe:
- Eylo Álvarez, quien casó en primeras nupcias con Rodrigo Fernández de Castro el Calvo y en segundas con el conde Ramiro Froilaz.[9]
- Urraca Álvarez, casada con el conde Rodrigo Vélaz, con quien tuvo varios hijos.[9]

## Antroponimia
Según la tradición de la época, el nombre Álvar Fáñez significa que su nombre propio era Álvar y el de su padre Fañe, Hanne o Johannes. El nombre Álvar es de origen germánico y corresponde hoy a Álvaro, cuyo significado es 'hombre sabio', 'prevenido'. «Fañe» es un nombre poco común cuyo origen es polémico. Según la enciclopedia genealógica de García Carraffa, proviene del árabe «hanne», que quiere decir 'río pequeño', 'arroyuelo'. Según otros autores, es una forma gótica del nombre hebreo «Yohanan», que pasa al griego y latín como «Johannes» y llega al norte de Europa con el cristianismo. Esta forma se conserva hoy en las lenguas germanas como «Hanne», «Hanna», «Hannelore», en las anglosajonas como «John», y en la castellanas como «Juan». La grafía «nn» (en competencia con muchas otras como «n», «ni», etc.) representaba en castellano medieval  el fonema palatal nasal /ñ/. Era habitual en la Edad Media utilizar como signo de abreviatura la vírgula; así sucedía con grafías geminadas, que podían abreviarse usando este guion, tilde o virgulilla superpuesta, origen de la grafía moderna «ñ».
Minaya es un apelativo afectuoso empleado reiteradamente en el Cantar de mio Cid, pero consta que fue un sobrenombre histórico, al estar registrado en dos documentos del año 1110, donde Álvar Fáñez firma como «Meaania [léase Meanaia] don Álvaro» y «[M]io anaya Alvar Fanez». Se trata de un apelativo afectivo que antepone un posesivo románico (mi) al sustantivo vasco «anai» 'hermano', que es seguido por el determinante enclítico eusquérico «-a»: (anaia). La forma «mianaia» (documentado «meanaia» y «mio anaya» —con posesivo diptongado y átono, como en «mio Cid»— según se acaba de ver), se presenta en el Cantar de mio Cid con una aféresis de la primera «a» al reducirse el diptongo («minaya»), aunque en el verso 1418 esta obra literaria documenta también la grafía «Mianaya». El mismo apelativo o sobrenombre está documentado en otros textos castellanos con distintas variantes, como «Miennaya» o «Mienaya». Su uso se justificaría en euskera porque, por largo tiempo tras el comienzo del condado castellano, su repoblación se compuso frecuentemente con vecinos vascos. La misma familia condal, al igual que la real en León, estaban emparentadas desde generaciones a través de matrimonios con vascuences de Navarra y Álava. En el Cantar de Mío Cid Álvar Fáñez recibe el sobrenombre de «Minaya», y este apodo a secas es utilizado para nombrarle. Otras veces lo antepone o lo pospone a Álvar Fáñez: Álvar Fáñez Minaya o Minaya Álvar Fáñez, pero nunca lo usa como patronímico (de Minaya).
Aunque Minaya es actualmente una localidad de la provincia de Albacete, en la comunidad autónoma española de Castilla - La Mancha, se ignora si Álvar Fáñez tuvo alguna relación con esta, fuera de que, en el siglo XI, la región en que se encuentra fue frecuentemente recorrida por los ejércitos moros y cristianos, entre los que él se destacó. Este topónimo, según Asín Palacios, proviene del árabe y significa «camino abierto y visible» y está presente en diversas poblaciones y parajes españoles (Villaminaya, Encinasola de Los Minayas, Los Minayas). Tampoco es totalmente descartable que este topónimo sea un patronímico derivado de un compuesto de ibn ('hijo de')> *ben > *bin > *min y el nombre bereber Yahya. En todo caso, Alberto Montaner Frutos, en su edición crítica del Cantar de mio Cid, da por hecho que «Minaya» o «Mianaya» deriva del posesivo castellano «mi» y el euskera «anai» ('hermano') como apelativo aplicado a Álvar Fáñez.

## Álvar Fáñez y elCantar de mio Cid
En el Cantar de mio Cid, Álvar Fáñez es mencionado unas treinta veces como lugarteniente y amigo inseparable del Cid Campeador, el único en quien confiaba en circunstancias difíciles. En la única copia manuscrita que se conserva del poema, hecha por un tal Per Abat en 1207, se le designa indistintamente Minaya Álvar Fánez, Álvar Fáñez Minaya o simplemente Minaya, con algunas variantes gráficas (habitualmente «Albarffanez», donde la grafía n fonéticamente representa la palatal nasal /ñ/). Las versiones posteriores, de las cuales la canónica es la de Ramón Menéndez Pidal, han modernizado la grafía del nombre fijándola en la actual de Álvar Fáñez. En la faltante primera hoja del manuscrito (reconstruida por referencias de terceros) el juglar afirmaba que Álvar Fáñez, del Cid era primo hermano. Algunos documentos de la época lo caracterizan como sobrino del Cid, quien habría tenidos otros hermanos y hermanas, no bien identificados.
Aunque, según Menéndez Pidal, el poema fue escrito alrededor del año 1140, poco después de los hechos relatados (si bien actualmente el Cantar se fecha hacia el año 1200), el anónimo juglar o autor culto con conocimientos de derecho que lo escribió (de la región de Medinaceli o actual provincia de Guadalajara, a juzgar por los detalles geográficos) no se preocupó por la exactitud histórica sino por los efectos dramáticos. Esto se explicaría bien con una fecha de composición tardía, que hubiera desdibujado los hechos de la historia.
Álvar Fáñez es en esta epopeya cumbre de la literatura heroica medieval española una especie de alter ego del Cid, que lo acompaña tanto en sus campañas de la Reconquista como en el exilio, con la crucial función literaria de permitirle expresar sus sentimientos más íntimos en momentos críticos. Además de otras inexactitudes históricas, consta en documentos de la época que en muchas de las ocasiones en que el poema lo sitúa en compañía del Cid, Álvar Fáñez se encontraba en otros lugares. El historiador Gonzalo Martínez Diez, en El Cid histórico, va más lejos aún, afirmando que nunca perteneció a los ejércitos del Cid y que actuó de modo totalmente independiente en las campañas guerreras de Alfonso VI, lo que parece estar avalado por los datos biográficos arriba transcriptos. Sin embargo, un eco histórico puede ser la actividad de Álvar Fáñez en la taifa de Valencia entre 1085 y 1086, adonde fue enviado por Alfonso VI con el fin de entronizar al exrey de la taifa de Toledo al-Qadir y sostenerle en sus primeros años de mandato; circunstancia geográfica que podría haber influido en el Cantar, al relacionar un conocimiento histórico de la actividad de Álvar Fáñez en Valencia con las campañas levantinas del Cid. El Álvar Fáñez épico es el lugarteniente, alférez o brazo derecho del Cid, además de aconsejarle, sobre todo, en cuestiones estratégicas; representa también la voz única del sentir de su mesnada y le son encargadas misiones delicadas, como las embajadas ante el rey Alfonso con presentes para solicitar su perdón. Al Cid le presta una fidelidad incondicional.

### Álvar Fáñezel Mozo
El popular dicho andar por los cerros de Úbeda se originó en tiempos de la expulsión de los almohades de esa ciudad, en 1234. Se cuenta que uno de los capitanes del rey Fernando III el Santo, Álvar Fáñez el Mozo, desapareció poco antes de entrar en combate y se presentó en Úbeda cuando ya había sido reconquistada. Al preguntarle el rey dónde había estado, Álvar, ni corto ni perezoso, contestó que se había perdido por los cerros de Úbeda. La frase fue tomada irónicamente por los cortesanos y actualmente se usa cuando alguien tiene una intervención poco feliz en una conversación, y cambia de tema adrede para no seguir hablando de algo que él quiere ignorar. Se dice que Álvar Fáñez estaba enamorado de una mora y faltó al ataque por estar citado a la misma hora con su enamorada.
No se conoce el parentesco de este Álvar Fáñez con el capitán de Alfonso VI, pero dado lo poco común del nombre, la distinción que «el Mozo» establece con alguien cercano de mayor edad y la diferencia de fechas, cabe colegir que el primero podría ser descendiente del segundo.